# Lupfen (Landschaftsschutzgebiet)
Das Landschaftsschutzgebiet Lupfen ist ein mit Verordnung des Landratsamts Tuttlingen vom 22. April 1996 ausgewiesenes Landschaftsschutzgebiet (LSG-Nummer 3.27.071) auf dem Gebiet der Gemeinden Durchhausen Talheim und Seitingen-Oberflacht.

## Lage und Beschreibung
Das Schutzgebiet liegt rund einen Kilometer südlich von Durchhausen. Es umfasst den 977 Meter hohen, gleichnamigen Zeugenberg der Schwäbischen Alb. Das Gebiet gehört zum Naturraum 121-Baar innerhalb der naturräumlichen Haupteinheit 12-Gäuplatten im Neckar- und Tauberland.

## Schutzzweck
Wesentlicher Schutzzweck ist es, die Kuppe des Lupfen mit ihren artenreichen Mischwaldbeständen, sowie die Hangbereiche mit landschaftsprägenden Heckenzeilen bzw. Gehölzstreifen sowie Wacholderheiden wegen ihrer Eigenart und Schönheit zu erhalten und ihren Erholungswert für die Allgemeinheit zu sichern. Des Weiteren sollen die Flächen für die dort vorkommenden Pflanzen und Tiere als Lebensraum erhalten und gesichert werden.